# Gonomyia mumfordi
Gonomyia mumfordi là một loài ruồi trong họ Limoniidae. Chúng phân bố ở miền Australasia.